# Dirk Bus

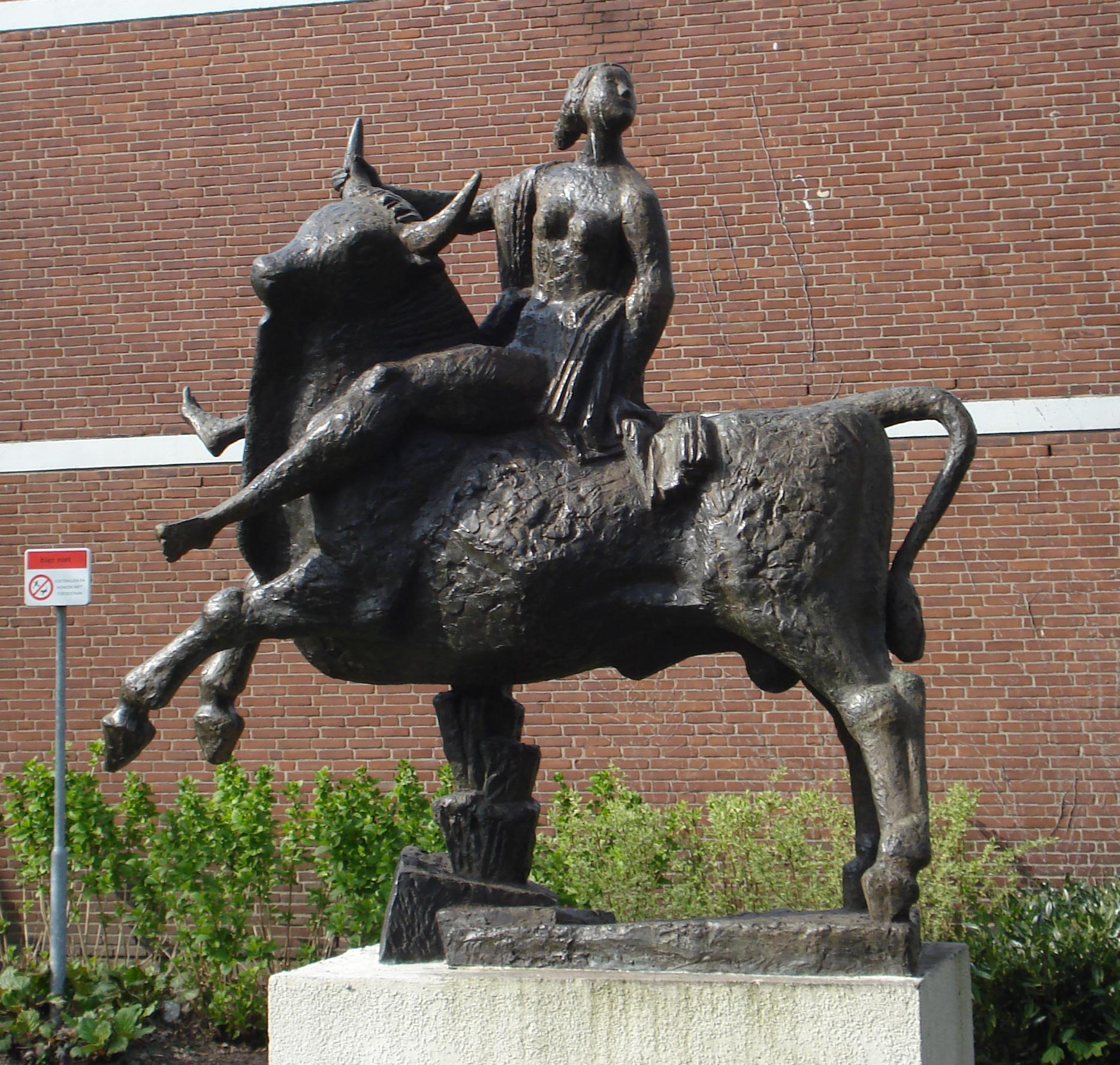
El rapto de Europa, por Dirk Bus en La Haya

Dirk Bus (La Haya, 5 de diciembre de 1907 - † 10 de junio de 1978) fue un escultor de los Países Bajos.

## Datos biográficos
El escultor Dirk Bus se formó en la Real Academia de Bellas Artes de La Haya y en la Academia Estatal de Artes Visuales de Ámsterdam. Fue alumno de Bon Ingen-Housz y de Jan Bronner. Posteriormente, se desempeñó como profesor de escultura en la Academia de Arte y en la Academia de La Haya.
Uno de sus alumnos más reconocidos fue el célebre escultor Kees Verkade.
Bus fue durante años presidente del Pulchri Studio y miembro del Club de Escultores Neerlandeses de Ámsterdam. Además, fue cofundador del Grupo Verve, un colectivo de artistas con base en La Haya. A lo largo de su carrera, realizó numerosos monumentos públicos en esa ciudad.

## Obras
Entre las mejores y más conocidas obras de Dirk Bus se incluyen las siguientes:
- Monumento a la Guerra (relieve) en el cementerio de Jaffa Delft
- Objetos decorativos en la fachada del antiguo ayuntamiento en la Plaza Mayor De Monchy (trasladados al parque) en La Haya
- Jan Pieterszoon Sweelinck en la plaza Sweelinck en La Haya
- Europa , en el Hofzichtlaan en La Haya
- Kop de Jacobus van Hoff
- Vrouw- Mujer (1965),  en la plaza Zuidwerf  en La Haya
- "La familia y niñeras" (1957) en el Parque Westbroek.

## Galería

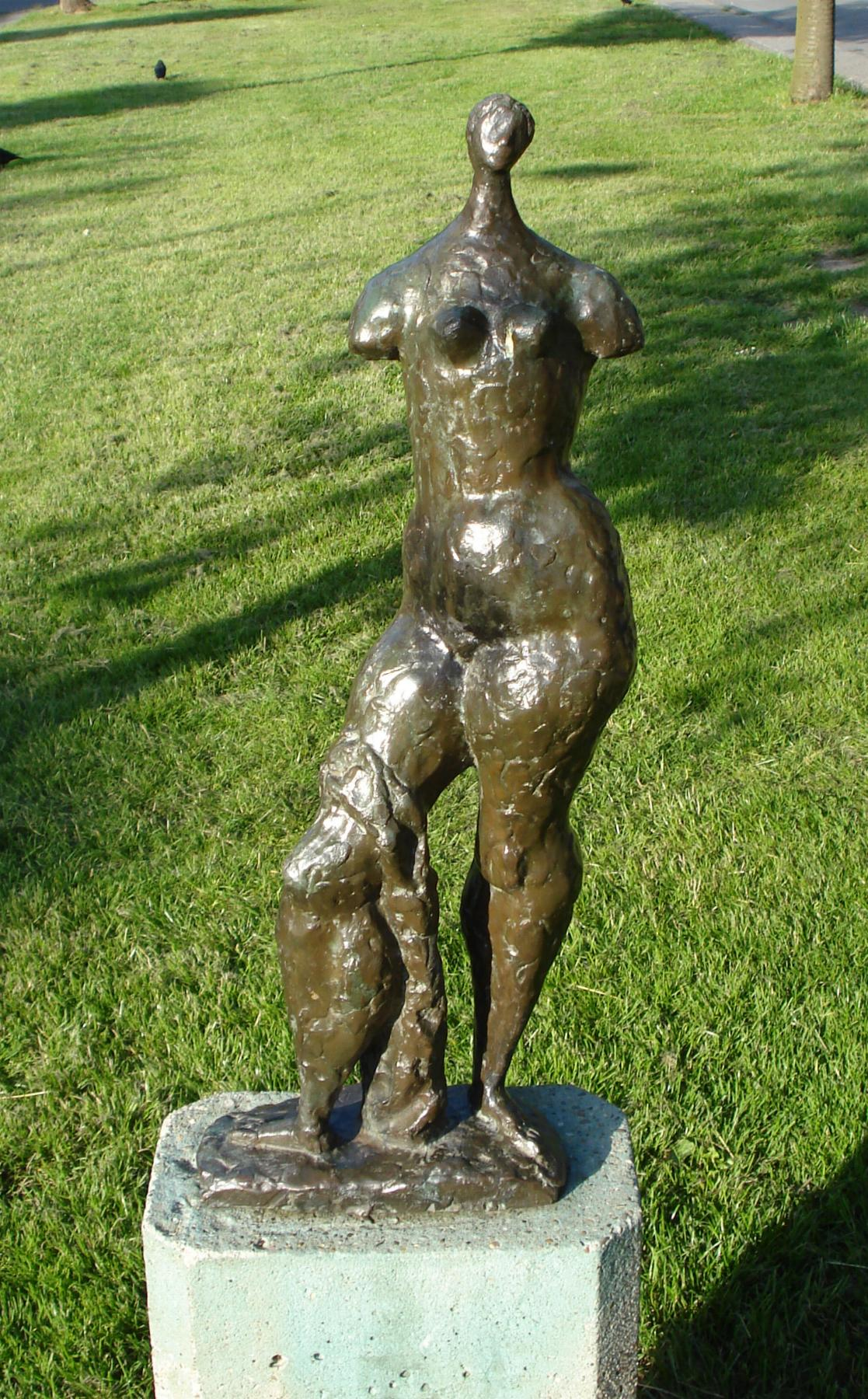
Mujer (1965), en la plaza Zuidwerf de La Haya
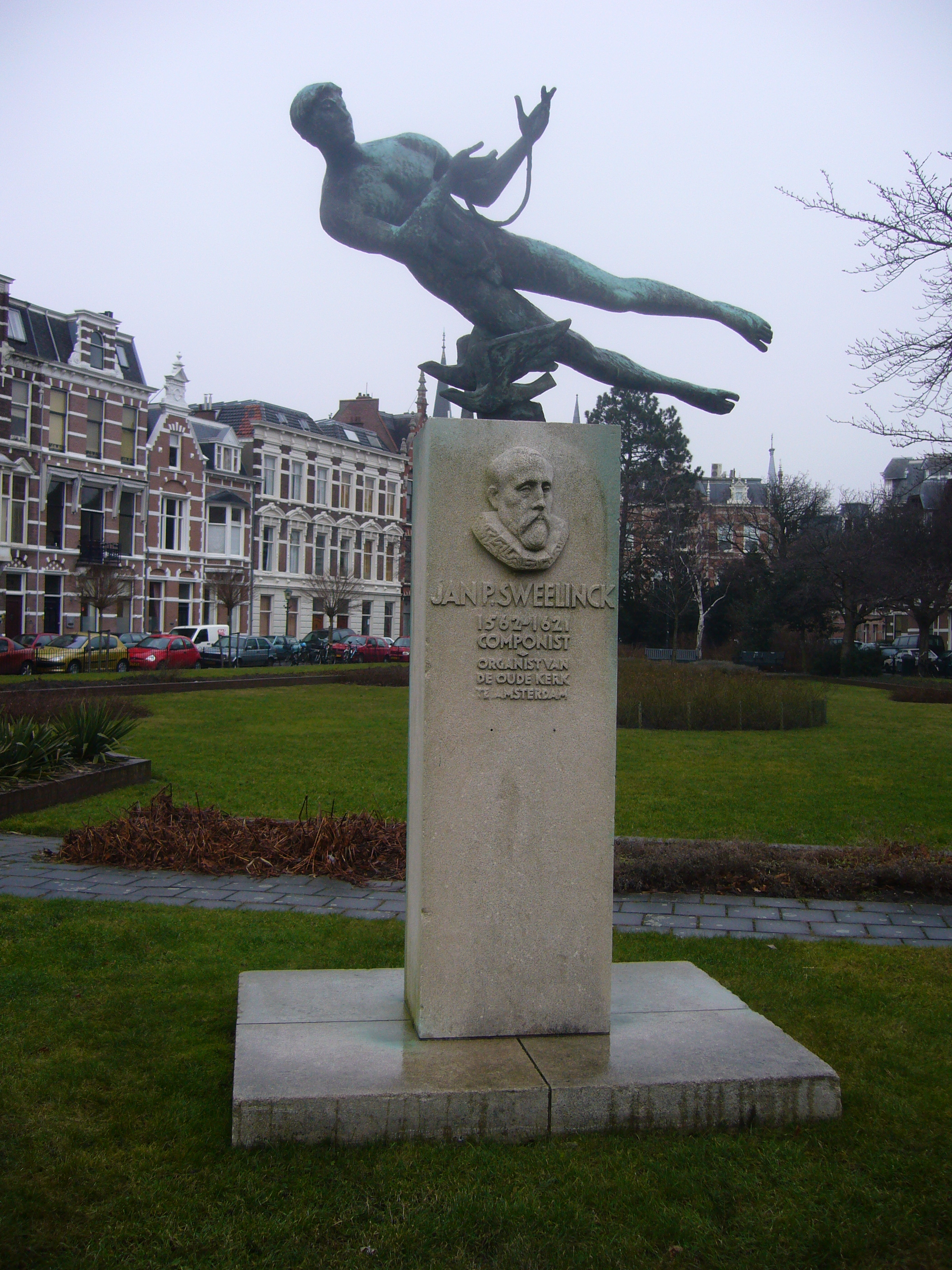
Jan Pieterszoon Sweelinck, en la plaza Sweelinck en La Haya
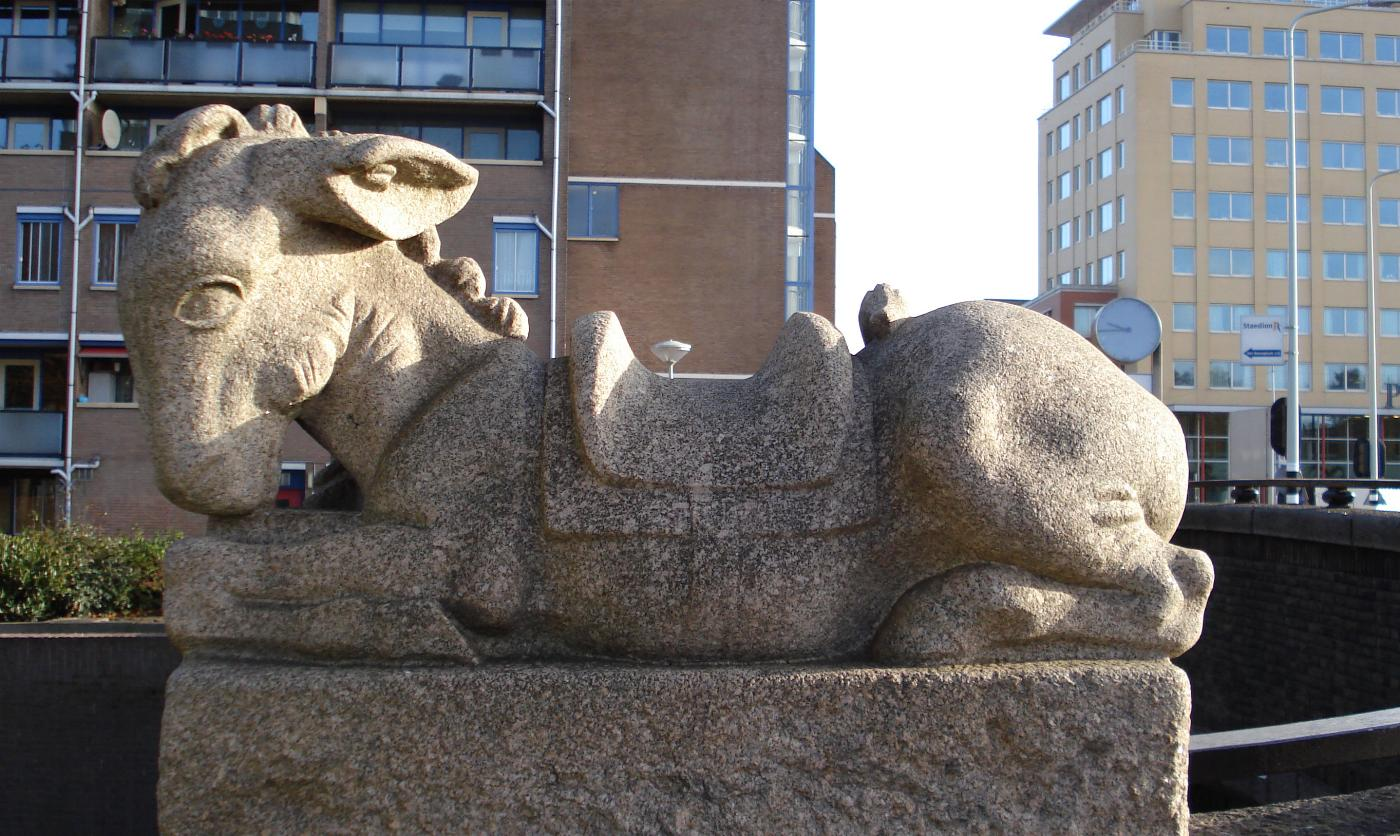
Burro, Lijnbaan en La Haya
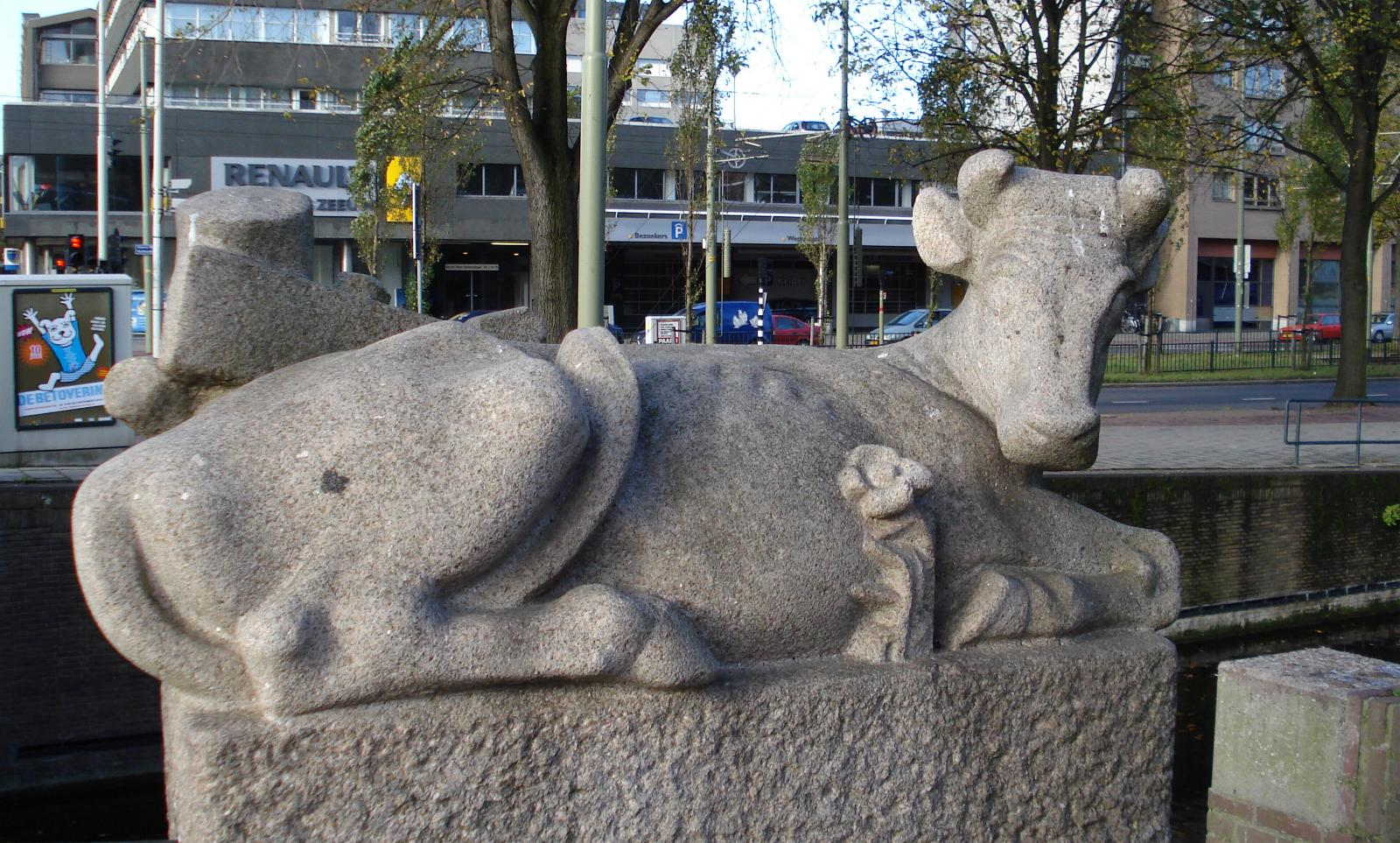
Vaca, Lijnbaan en La Haya